# André Kouprianoff
André Kouprianoff (* 19. října 1938 Paříž) je bývalý francouzský rychlobruslař.
Prvních mezinárodních závodů se zúčastnil v roce 1960. Na tehdejším Mistrovství světa vybojoval stříbrnou medaili, posléze se zúčastnil i Zimních olympijských her (500 m – 15. místo, 1500 m – 8. místo, 5000 m – 9. místo, 10 000 m – 11. místo). Z Mistrovství Evropy 1961 si přivezl bronzovou medaili, na světovém šampionátu skončil téhož roku čtvrtý. Na ME 1962 získal stříbro. Startoval také na ZOH 1964 (500 m – 26. místo, 1500 m – 22. místo, 10 000 m – 27. místo). Poslední závody absolvoval koncem roku 1964. V sezóně 1972/1973 se zúčastnil několika závodů, včetně Mistrovství Evropy.